# Imanol Alguacil
Alguacil  Barrenetxea est un nom espagnol. Le premier nom de famille, en général paternel, est Alguacil ; le second, en général maternel, souvent omis, est Barrenetxea.
Imanol Alguacil Barrenetxea, né le 4 juillet 1971 à Orio (province du Guipuscoa en Pays Basque), est un footballeur espagnol reconverti en entraîneur. 
Pendant sa carrière de joueur, de 1989 à 2003, il joue au poste de latéral droit, notamment avec la Real Sociedad et le Villarreal CF au cours des années 1990. Il entame en 2013 une carrière d’entraîneur. Il est depuis 2018 en poste à la Real Sociedad.

## Biographie

### Joueur
Imanol Alguacil dispute un total de 121 matchs en première division du championnat espagnol au cours de neuf saisons. 
Il joue avec la Real Sociedad de 1991 à 1998, puis avec le Villarreal CF de 1998 à 2000.
Il dispute la saison 2000-2001 avec le Real Jaén. En 2001, il rejoint pour une saison le Cartagonova FC. En 2002, il signe avec le Burgos CF. Il met un terme à sa carrière de joueur en 2003.

### Entraîneur
Après avoir entraîné l'équipe réserve de la Real Sociedad entre 2014 et mars 2018, il devient entraîneur de l'équipe première à la suite du limogeage d'Eusebio Sacristán. Alguacil est remplacé par Asier Garitano au terme de la saison 2017-2018.
Le 26 décembre 2018, il redevient entraîneur de la Real Sociedad à la suite du limogeage d'Asier Garitano. 
Le 3 avril 2021, il remporte avec la Real Sociedad son tout premier titre en 34 ans de carrière en tant que joueur et entraîneur, en s'imposant 0-1 contre l'Athletic Club en finale de Coupe du Roi.
Stabilisant son équipe dans le haut du tableau de la Liga, Alguacil la dirige en particulier en Ligue des champions de l'UEFA 2023-2024, où il emporte la tête du groupe D remportée invaincu et avec la meilleure défense, le tout devant le précédent finaliste 2023 l'Inter Milan.
Le 24 avril 2025, la Real Sociedad annonce le départ en fin de saison d'Imanol Alguacil.

## Palmarès
- Real Sociedad
  - Vainqueur de la Coupe d'Espagne en 2020